# Fosforpentasulfide
Fosforpentasulfide of difosforpentasulfide is een anorganische verbinding van fosfor en zwavel, met als brutoformule P2S5. De stof komt echter gewoonlijk voor in de vorm van het dimeer tetrafosfordecasulfide of P4S10, dat een adamantaanachtige kooistructuur aanneemt. Het is een geel-groene tot grijze kristallijne vaste stof, die industrieel van belang is voor de bereiding van onder meer pesticiden en additieven voor smeeroliën.

## Synthese
Fosforpentasulfide wordt bereid door zuiver fosfor en zwavel te reageren onder inerte atmosfeer bij een temperatuur van 300°C of meer:
{\displaystyle {\ce {4P + 10S -> P4S10}}}
Het vloeibare reactieproduct wordt na stolling tot schilfertjes vermalen.

## Eigenschappen
Fosforpentasulfide is hygroscopisch en in contact met water (ook met het vocht uit de lucht) vormt het het giftige en onwelriekende waterstofsulfide (H2S). Deze hydrolyse levert, naast waterstofsulfide, ook fosforzuur:
{\displaystyle {\ce {P4S10 + 16H2O -> 4H3PO4 + 10H2S}}}

## Toepassingen
Fosforpentasulfide wordt industrieel gebruikt bij de synthese van organische fosfor- en zwavelhoudende verbindingen, vooral van insecticiden en van zinkdialkyldithiofosfaten. Deze laatste zijn additieven die aan smeeroliën worden toegevoegd.

## Toxicologie en veiligheid
Fosforpentasulfide is een licht ontvlambare stof, en bij verbranding komen eveneens giftige en irriterende dampen vrij, waaronder fosforoxiden, zwaveloxiden. De thermolyse van fosforpentasulfide kan de toxische gassen fosfine en waterstofsulfide vrijstellen.
Het is irriterend voor ogen en huid. Het kan effecten hebben op het centraal zenuwstelsel.